# 흰털제비꽃
흰털제비꽃은 말피기목 제비꽃과에 속하는 여러해살이풀이다.

## 생태
한국 중부 이남의 산지에 나며 줄기는 없고, 뿌리는 흰색, 2-3갈래이다. 잎은 밑동에 밀생, 잎자루는 길고, 긴 타원형, 좁고 긴 난형, 잎의 뒷면 맥위에 짧은 털이 있고, 잎자루와 꽃줄기에 길고 흰 털이 있다. 꽃은 홍자색, 잎 사이에서 내는 여러개의 꽃줄기 끝에 붙고, 좌우상칭이다. 꽃잎은 5장, 난형, 끝이 오목하게 들어가며, 측판에는 털이 있다. 수술 5개, 암술 1개, 거는 기둥 모양으로 꽃받침 5장이다. 열매는 삭과로 세모지고, 난형이거나 짧고 넓은 타원형이다.